# 丰田县
丰田县（越南语：／）是越南芹苴市下辖的一个县。面积119.48平方千米，2016年总人口123136人。

## 地理
丰田县东接宁桥郡和丐𪘵郡，西接泰来县，南接后江省周城A县，北接平水郡和乌门郡。

## 历史
2004年1月2日，以原省辖芹苴市美庆社、佳春社、原乌门县新泰社和原周城A县仁爱社、仁义社、长隆社6社析置丰田县。
2007年1月16日，仁爱社析置丰田市镇。

## 行政区划
丰田县下辖1市镇6社，县莅丰田市镇。
- 豐田市鎮（Thị trấn Phong Điền）
- 佳春社（Xã Giai Xuân）
- 美慶社（Xã Mỹ Khánh）
- 仁愛社（Xã Nhơn Ái）
- 仁義社（Xã Nhơn Nghĩa）
- 新泰社（Xã Tân Thới）
- 長隆社（Xã Trường Long）